# Kjeld Hillingsø
Kjeld Georg Hilligsøe Hillingsø (født 21. april 1935 på Frederiksberg) er en dansk pensioneret generalløjtnant.
Kjeld Hillingsø blev sergent i Søværnet i 1955, men gik over til Hæren, hvor han blev løjtnant i Den kongelige Livgarde i 1959. Herefter steg han i graderne, mens han gjorde tjeneste bl.a. ved Livgarden, Østre Landsdelskommando, Hærens Officersskole, Prinsens Livregiment og Forsvarsakademiet. I 1986 blev han udnævnt til oberst og blev chef for planlægnings- og operationsstaben i Forsvarskommandoen. I 1990 blev han generalmajor og chef for Hærstaben. I 1991 chef for den nyoprettede Hærens Operative Kommando. I 1993 blev han generalløjtnant og chef for Enhedskommandoen for den nordlige del af NATO's Centralregion og samtidig chef for Forsvarets Operative Styrker. Denne stilling havde han til pensionering i 1995.
Kjeld Hillingsø har siden 2007 været Kongelig Patron for Sankt Petri Skole og Sankt Petri Kirke.
Siden har han været en hyppigt anvendt kommentator om emner som Den Kolde Krig og Irakkrigen, bl.a. i Berlingske Tidende. Han var i 2004 medstifter af den borgerlige tænketank CEPOS og er formand for Landskomiteen til Renovering af Fredericia Vold. Han er desuden en populær foredragsholder.
Kjeld Hillingsø er gift med Birgitta Hillingsø, født Iuel. Han er far til skuespilleren Ellen Hillingsø og til tidligere formand for Læger uden Grænser, læge Jens Hillingsø. Kjeld Hillingsøs forældre var Knud Erhard Hillingsø Larsen (1905-1978) og Hildegard Dorthea Louise Bugge (1905-1997), moderen var født i Kiel. Hillingsø stammer fra Kjelds oldefar daglejer og arbejdsmand Peter Hillingsø Madsen, som var født i Albæk i Nordjylland.

## Bøger af Kjeld Hillingsø
- Trusselsbilledet: En koldkriger taler ud. København: Gyldendal 2004. ISBN 9788702042399.
- Landkrigen 1807. København: Gyldendal, 2007. ISBN 9788702060041.
- Broderstrid: Danmark mod Sverige 1657-60. København: Gyldendal 2009. ISBN 9788702078992.

## Hæder
- Storkors af Dannebrogordenen (1995)
- Hæderstegnet for god tjeneste ved hæren
- Reserveofficersforeningen i Danmarks hæderstegn
- Estiske Ørnekors
- Forbundsrepublikken Tysklands Fortjenstorden
- Fortjenstordenen